# NASBA
Il NASBA è un metodo di biologia molecolare per lo studio di sequenze di acidi nucleici ed in particolare di RNA (e, solo in un caso, DNA). Permette la moltiplicazione (amplificazione) della sequenza allo studio così da poter poi essere rilevata e quantificata. La sigla sta per l'acronimo inglese "Nucleic Acid Sequence Based Amplification", ossia "amplificazione basata su una sequenza di acidi nucleici".
Il NASBA fu sviluppato da J. Compton nel 1991, che lo definì come "una tecnologia basata su primer che può essere usata per l'amplificazione continua di acidi nucleici in una singola miscela isotermica".
Dopo più di un lustro compare il NASBA real-time, capace di misurare il numero di copie di acido nucleico durante la reazione.

## Funzionamento
In breve, la tecnica funziona nel modo seguente:
1. la sequenza di RNA da amplificare viene inserita nella miscela di reazione, dove il primo primer si attacca al sito complementare all'estremità 3' dell'RNA;
2. una trascrittasi inversa sintetizza il DNA complementare (cDNA) a partire dal primer;
3. l'enzima ribonucleasi H distrugge la sequenza di RNA iniziale (RNAsi H distrugge solo ibridi RNA-DNA, non RNA a singolo filamento);
4. il secondo primer si lega all'estremità 5' del filamento di DNA;
5. la RNA polimerasi T7 si lega al secondo primer e produce un RNA complementare che può essere usato allo stadio 1, così da chiudere il ciclo della reazione.

Conclusi i cicli, vengono aggiunte sonde di acido nucleico che si ibridizzano con le copie amplificate. Le sonde legate, poiché quantificabili, permettono di rilevare il numero di copie.
Nel NASBA real-time si utilizzano sonde fluorescenti che, una volta ibridizzate, vengono rilevate da fluorimetro.

## Applicazioni
La tecnica si pone come alternativa al metodo RT-PCR in molte occasioni, specie quando la sequenza di partenza è di RNA. Rispetto alla PCR, il NASBA permette:
- una maggiore efficacia di amplificazione di RNA in una miscela ricca di DNA;
- condizioni di lavoro isotermiche (di solito 41 °C), così da non richiedere cicli di riscaldamento e raffreddamento;
- maggiore rapidità dei test;
- la rilevazione di minori quantità di acido nucleico.

Il NASBA è stato presto introdotto nella diagnostica medica, dove le prime applicazioni hanno riguardato la diagnosi e la quantificazione rapida del virus HIV-1 nel siero.
Con il tempo, il campo di applicazione si è esteso a test diagnostici rapidi per molti virus patogeni con genoma a singolo filamento di RNA (come Influenza A, Foot-and-mouth disease virus e Coronavirus associati a severe acute respiratory syndrome (SARS).